# Šišići (Bośnia i Hercegowina)
Šišići – wieś w Bośni i Hercegowinie, w Federacji Bośni i Hercegowiny, w kantonie sarajewskim, w gminie Trnovo. W 2013 roku liczyła 1 mieszkańca – Serba.